# Phthiracarus testudineus
Phthiracarus testudineus är en kvalsterart som först beskrevs av Koch 1841.  Phthiracarus testudineus ingår i släktet Phthiracarus och familjen Phthiracaridae. Inga underarter finns listade i Catalogue of Life.